# Batracomorphus laomedon
Batracomorphus laomedon är en insektsart som beskrevs av Knight 1983. Batracomorphus laomedon ingår i släktet Batracomorphus och familjen dvärgstritar. Inga underarter finns listade i Catalogue of Life.